# M57 ATMDS
M57 ATMDS – amerykański ustawiacz min. Był to jednoosiowa przyczepa holowana przez samochód ciężarowy lub transporter opancerzony. Na przyczepie umieszczonych było do 10 kaset z których każda mieściła 48 min przeciwpancernych M15 lub M19 albo chemicznych M23. Podczas ustawiania min M57 był holowany z prędkością 4,8 km/h i mógł postawić do 500 min/h (średnio 385 min/h) Miny były ustawiane co 4-6 m, na głębokości 5-18 cm (głębokość mogła być zmieniana co 2,54 cm).